# Palaeonictis
Palaeonictis is een geslacht van uitgestorven carnivore zoogdieren, behorend tot de familie Oxyaenidae van de Creodonta.
Palaeonictis was in het Laat-Paleoceen een van de eerste grote oxyaeniden die zich ontwikkelden. Palaeonictis had het formaat van een poema en P. peloria was het grootste roofzoogdier in het Clarkforkian in Noord-Amerika.
Tijdens het PETM verspreidde Palaeonictis zich naar West-Europa, waar zich P. gigantea ontwikkelde die bekend is van fossielen uit Frankrijk (Soissonnais-formatie), België (Dormaal) en Engeland. Fossielen uit het Belgische Dormaal van deze soort dateren uit het PETM. In dezelfde periode verscheen zich in Noord-Amerika P. wingi. Deze twee soorten waren van vergelijkbaar formaat en de helft kleiner dan P. peloria uit het Clarkforkian. Na het PETM werd P. wingi vervangen door P. occidentalis, die twintig procent groter was. In West-Europa stierven in tegenstelling tot in Noord-Amerika in de loop van het Vroeg-Eoceen de oxyaeniden volledig uit. Palaeonictis is ook bekend van fossiele vondsten in de Margaret-formatie op Ellesmere-eiland.